# Samuel Palmærus (1728–1785)
Samuel Palmærus, född 2 juni 1728 i Vallerstads församling, Östergötlands län, död 27 augusti 1785 i Kullerstads församling, Östergötlands län, var en svensk präst.

## Biografi
Palmærus föddes 1728 i Vallerstads församling. Han var son till kyrkoherden Nils Palmærus och Elisabeth Rosinius i Kullerstads församling. Palmærus studerade i Linköping och blev 1745 student vid Uppsala universitet. Han promoverades till filosofie magister 15 juni 1752 och prästvigdes till adjunkt i Kullerstads församling 8 juli 1753. Palmærus blev vice pastor 1762 och komminister i Risinge församling 27 augusti 1764. Han avlade pastoralexamen 14 oktober 1767 och blev kyrkoherde i Kullerstads församling 7 maj 1777. Den 3 december 1783 blev han prost. Palmærus avled 1785 i Kullerstads församling och begravdes 2 september samma år.

### Familj
Palmærus gifte sig 4 november 1766 med Catharina Ihrstadius (1732–1795). Hon var änka efter bruksdirektören Lars Ihrstadius vid Finspångs bruk. Palmærus och Ihrstadius fick tillsammans barnen frälseinspektor Nils Palmærus (1767–1829) i Närke, Maria Elisabeth Palmærus (1770–1770), Inga Stina Palmærus (1771–1782), Lisa Charlotta Palmærus (1773–1773), Samuel Palmærus (1776–1776) och Johannes Palmærus (1778–1778).